# Kim Seungok
Dans ce nom coréen, le nom de famille, Kim, précède le nom personnel.
Pour les articles homonymes, voir Kim.
Kim Seung-ok, né le 23 décembre 1941, est un auteur et scénariste sud-coréen.

## Biographie
Né en 1941 à Osaka, au Japon, Kim Seung-ok retourne en Corée après la Libération en 1945. En Corée, il grandit dans la ville de Suncheon dans la province de Jeolla du Sud. En 1960, il étudie le français à l'université nationale de Séoul à une période où les universités étaient le quartier général des opposants au système. Pendant ses études universitaires, Kim entreprend des activités de dessinateur pour un quotidien de Séoul et publie son premier récit à l'âge de 19 ans, Exercice de vie (Saenghwal yeonseup). Durant ses mêmes années, il fonde un journal étudiant et littéraire, L'âge de la prose (Sanmun shidae), dans lequel quelques-unes de ses premières nouvelles furent publiées. Kim a connu un succès immédiat dès ses premières publications, succès qui dure jusqu'à aujourd'hui. Son plus grand triomphe fut Séoul, hiver 1964 (Seo-ul, 1964nyeon gyeo-ul), un récit qui cristallise le sentiment d'égarement et la perte de substance existentielle chez les Coréens face à une période de forte industrialisation, provuisoquant un récit empreint de nihilisme. En 1967, l'un de ses récits, Voyage à Mujin (Mujin gihaeng), fut adapté au cinéma avec le film Mist. Kim Seungok travailla sur ce film en tant que scénariste et le réalisateur Kim Soo-yong obtint la distinction du Meilleur réalisateur au 14e Festival Asie-Pacifique du film.

## Œuvres
Il fait partie de ces auteurs évoluant en dehors du système qui ont peu de considération pour ce dernier. Cette caractéristique se trouve présente dès ses premières œuvres qui traitent souvent du thème romantique des marginaux. Dans ses travaux récents, Kim démontre un profond désir d'échapper au quotidien ; il y parvient souvent par des passages empreints d'hallucinations et de visions surréalistes. Il s'est très vite aperçu de la force des contraintes et des normes sociales ; pourtant son œuvre montre aussi une certaine incapacité à surmonter ces contraintes. La narration de Kim tend souvent vers le nihilisme et une certaine forme de distance dans lequel le rêve n'est pas permis. Ces travaux les plus anciens traitent souvent de personnages noyés dans le flot du modernisme. Avant de mettre un terme à sa carrière de romancier, Kim s'est consacré à décrire les passions érotiques dans la même veine de ses descriptions surréalistes et hallucinatoires ; ces dernières œuvres ne reçurent pourtant pas le même accueil favorable que ses premières œuvres. Kim Seung-ok a également participé à l'écriture des scénarios de plusieurs films dont Femme (1968) et Femme insecte (1972). 
Kim Seungok a été le premier auteur coréen à remporter le Prix Yi Sang (il a emporté le prix inaugural en 1977) ainsi que le Prix Dong-in en 1965, pour son œuvre Séoul, hiver 1964. Après 1967, il se consacre de moins en moins à l'écriture avant d'arrêter définitivement l'écriture de romans en 1979.